# Pihlalaid (tjesnac Soela)
Pihlalaid je hrid površine 6,64 hektara u tjesnacu Soela u području sela Pamma u okrugu Saare, općina Saaremaa. Duljina obale je 2 kilometra.
Otok se nalazi 1,5 km sjeverozapadno od rta Pammana nina. Područje je prekriveno zeljastom vegetacijom.

## Vanjske poveznice
- Pihlalaid (tjesnac Soela) Eesti Looduse Infosüsteemis (estonski)